# Luis Eladio Pérez
Luis Eladio Pérez Bonilla (né en 1953 à Pasto dans l'État de Nariño en Colombie) est un homme politique et ingénieur colombien.

## Biographie
Il est le fils de l'avocat Luis Avelino Pérez et de Alicia Bonilla. Il est marié avec Ángela Rodríguez avec qui il a eu deux enfants, Sergio et Carolina.

### Enlèvement
Il a été enlevé par les FARC le 10 juin 2001 et a été détenu près de 7 ans dans la jungle colombienne. Au cours de sa détention, il est devenu l'ami et le soutien d'Íngrid Betancourt. Dans la lettre que cette dernière a adressée à sa mère, en novembre 2007, elle dit en effet de Luis Eladio : Il a été mon soutien, mon rempart, mon frère.
En juillet 2005, Ingrid Betancourt et Eladio Pérez ont même tenté de s'enfuir ensemble, et ont erré dans la jungle durant cinq jours avant d'être repris par les FARC.

### Libération
Luis Eladio Pérez a été libéré le 28 février 2008 avec les otages Jorge Géchem Turbay, Gloria Polanco et Orlando Beltrán Cuéllar, grâce à l'intervention du président vénézuélien Hugo Chávez et de la sénatrice colombienne Piedad Córdoba. Après sa libération, il a annoncé son retrait de la vie politique.